# جيم فورست (لاعب كرة قدم)
جيم فورست (بالإنجليزية: Jim Forrest)‏ (22 سبتمبر 1944 بغلاسكو في المملكة المتحدة - 27 سبتمبر 2023) هو لاعب كرة قدم بريطاني في مركز الهجوم. شارك مع منتخب اسكتلندا لكرة القدم. أما مع النوادي، فقد لعب مع بريستون نورث إيند ونادي أبردين ونادي رينجرز وهونغ كونغ رينجرز وسان أنطونيو ثاندر ونادي مدينة كيب تاون ‏ وهاويك رويال ألبرت ‏.

## وصلات خارجية
- جيم فورست على موقع الاتحاد الإسكتلندي (الإنجليزية)
- جيم فورست على موقع قاعدة بيانات كرة القدم.إي يو (الإنجليزية)
- جيم فورست على موقع ناشيونال فوتبول تيمز (الإنجليزية)
- جيم فورست على موقع عالم كرة القدم.نت (الإنجليزية)